# The Palm Tower
 (octobre 2023).
The Palm Tower est un gratte-ciel situé à Dubaï aux Émirats arabes unis. Ils s'élève à 231 mètres pour 52 étages. Sa construction est terminée en 2020. 